# 서울영상고등학교
서울영상고등학교(서울映像高等學校)는 대한민국 서울특별시 양천구 신정동에 있는 사립 고등학교이다.

## 학교 연혁
- 1952년 3월 1일 : 성광공민학교 설립
- 1959년 1월 17일 : 학교법인 봉덕학원 설립
- 1959년 2월 9일 : 봉영여자중학교 설립
- 1961년 12월 28일 : 봉영여자상업고등학교 설립
- 1976년 6월 30일 : 영등포여자상업고등학교 교명 변경
- 2000년 3월 1일 : 영상고등학교로 교명 변경
- 2002년 12월 20일 : 영상고등학교 신축 교사 준공
- 2003년 9월 1일 : 학교법인 영상학원 설립
- 2004년 12월 2일 : 서울특별시교육청 지정 특성화고등학교(영상분야) 선정
- 2005년 10월 30일 : 산학협동관 준공
- 2006년 3월 1일 : 서울영상고등학교로 교명 변경
- 2007년 6월 5일 : 영상관 및 기숙사 준공
- 2009년 8월 20일 : 특성화 학과 변경(영상콘텐츠과, 영상미디어과, 영상경영과)
- 2014년 1월 1일 : 이사장 윤영민 목사 취임
- 2022년 1월 15일 : 제58회 졸업식 거행 (총 졸업생 37,653명)
- 2022년 3월 2일 : 제14대 김현구 교장 취임
- 2022년 3월 2일 : 2022학년도 입학식 거행(남·여 신입생 133명)

## 갤러리

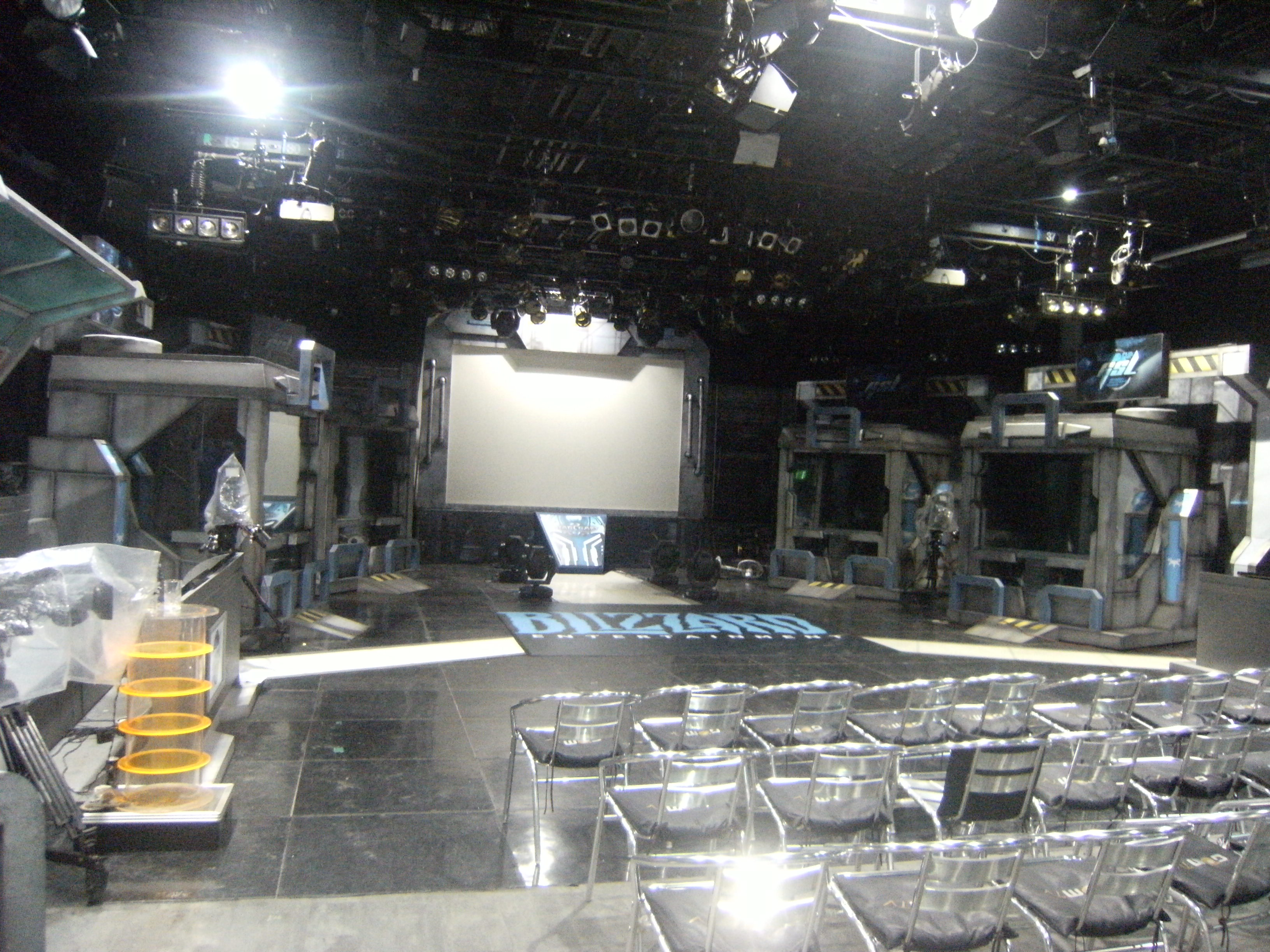
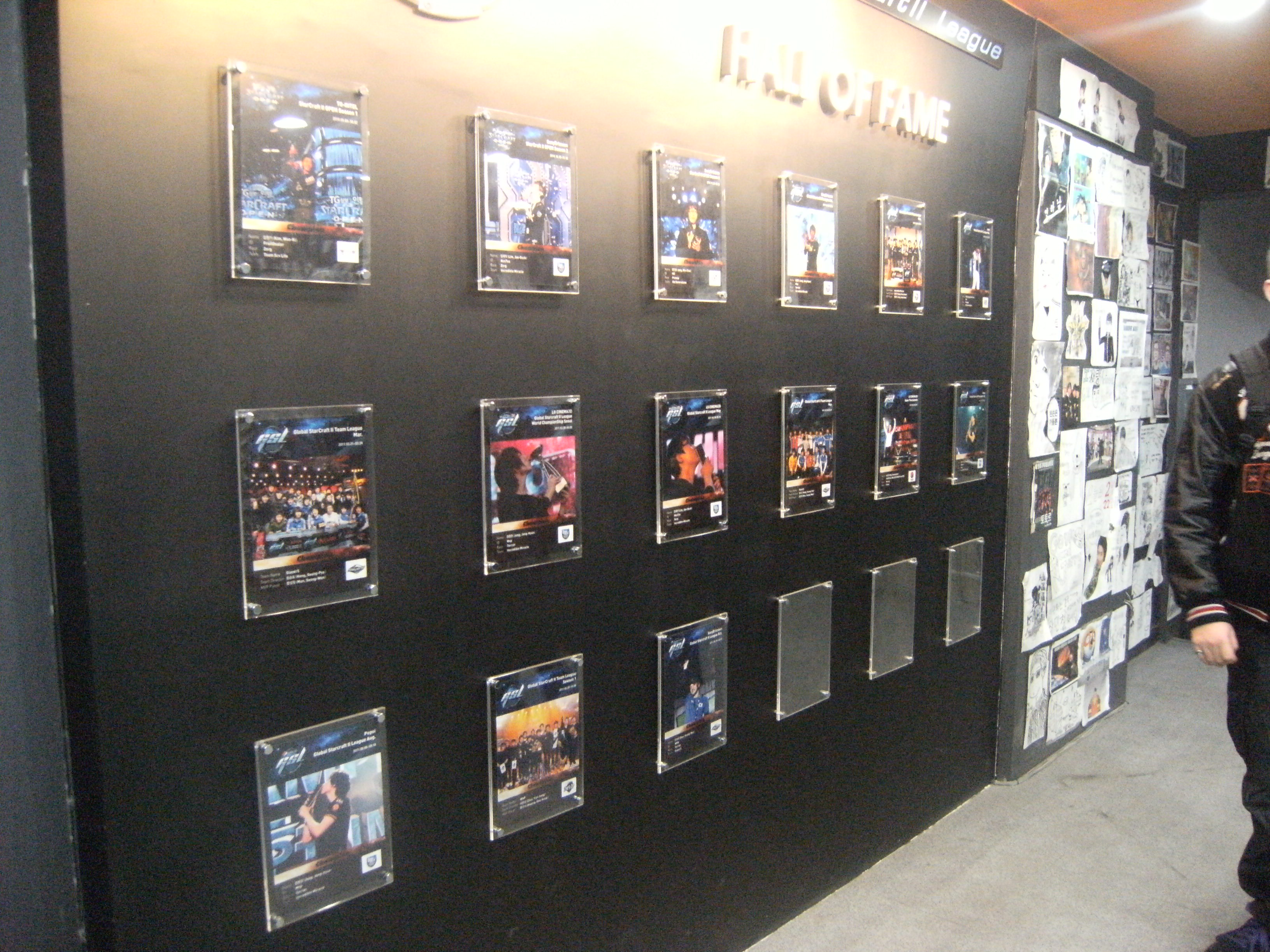
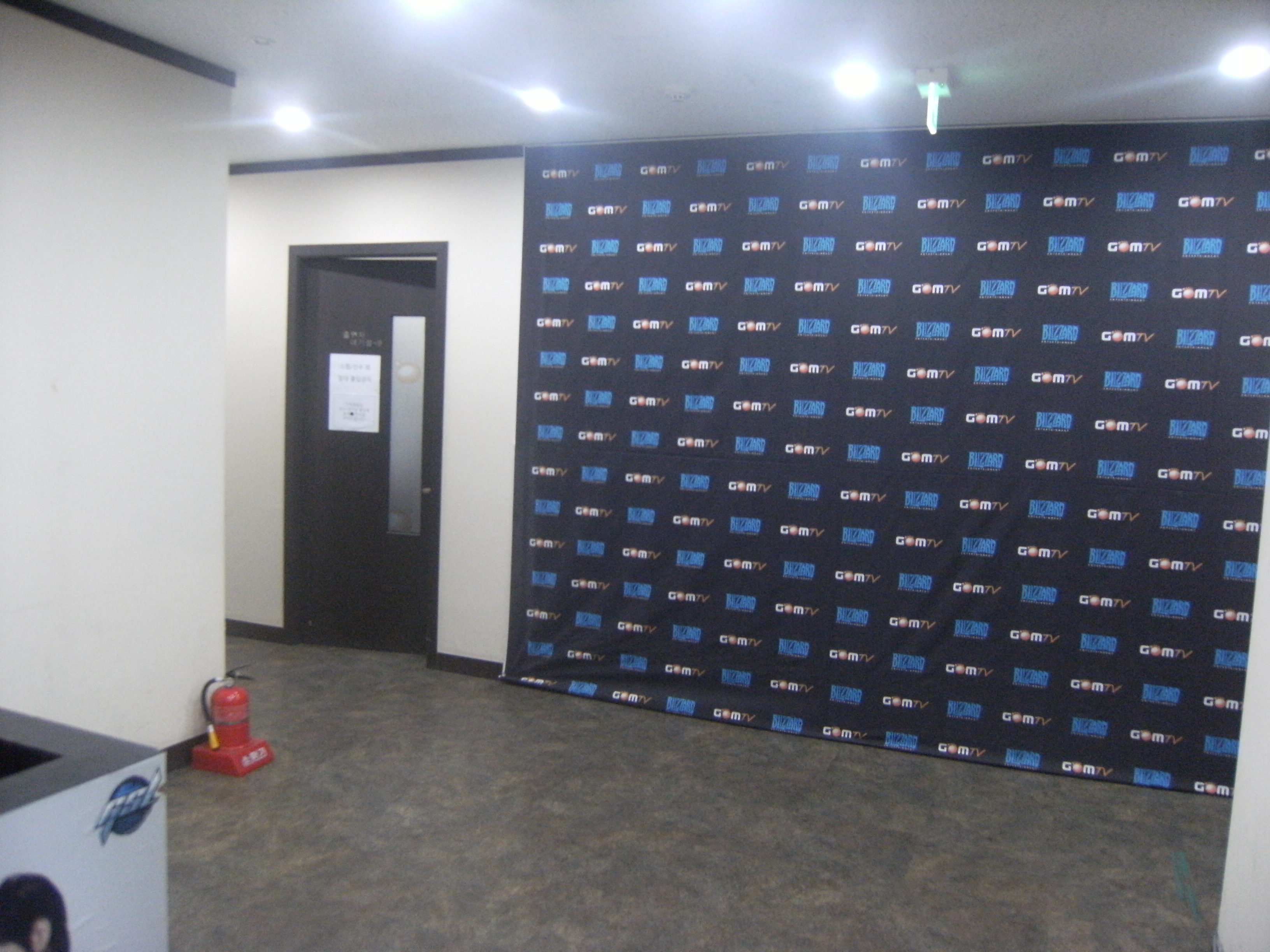
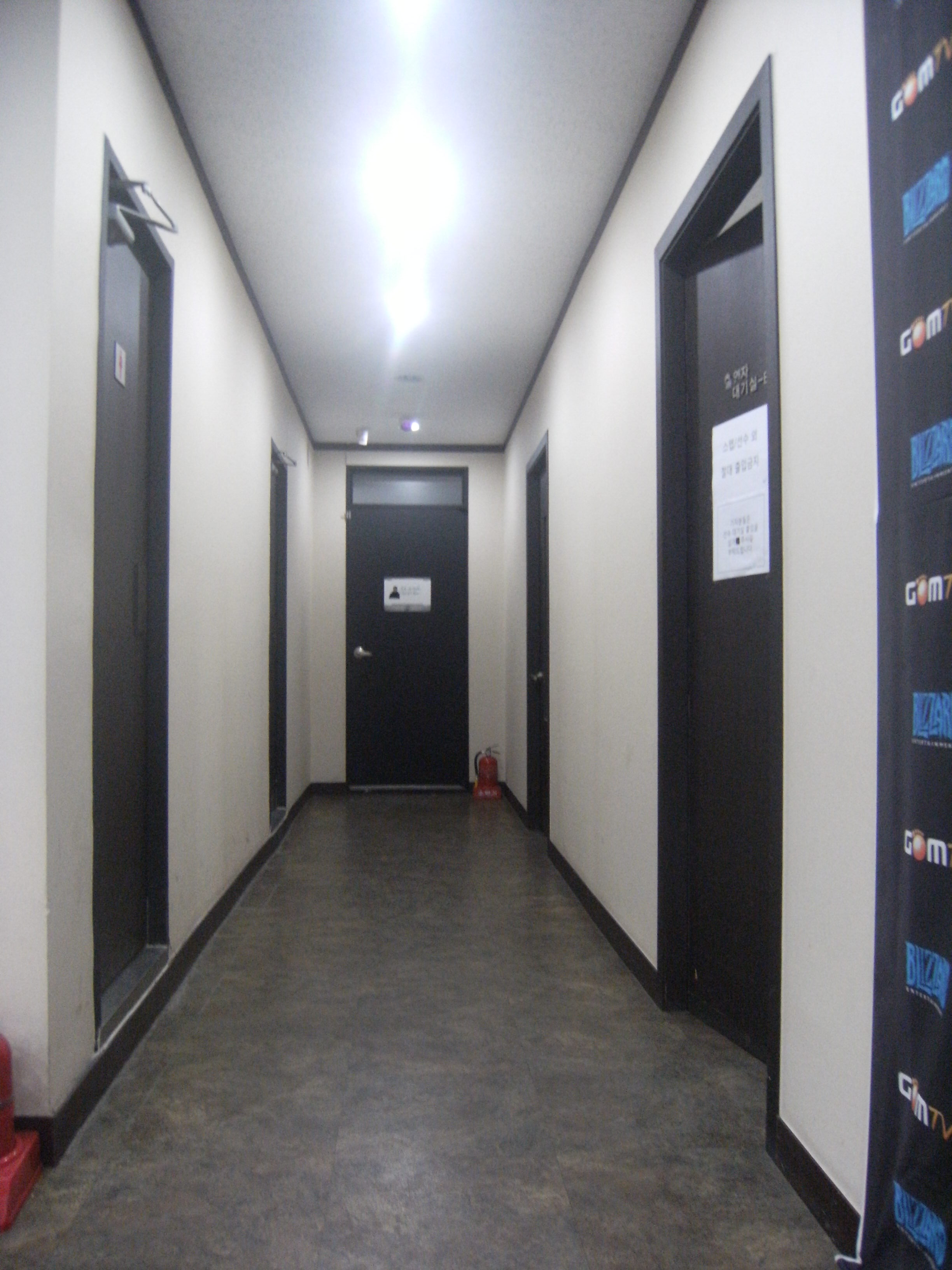
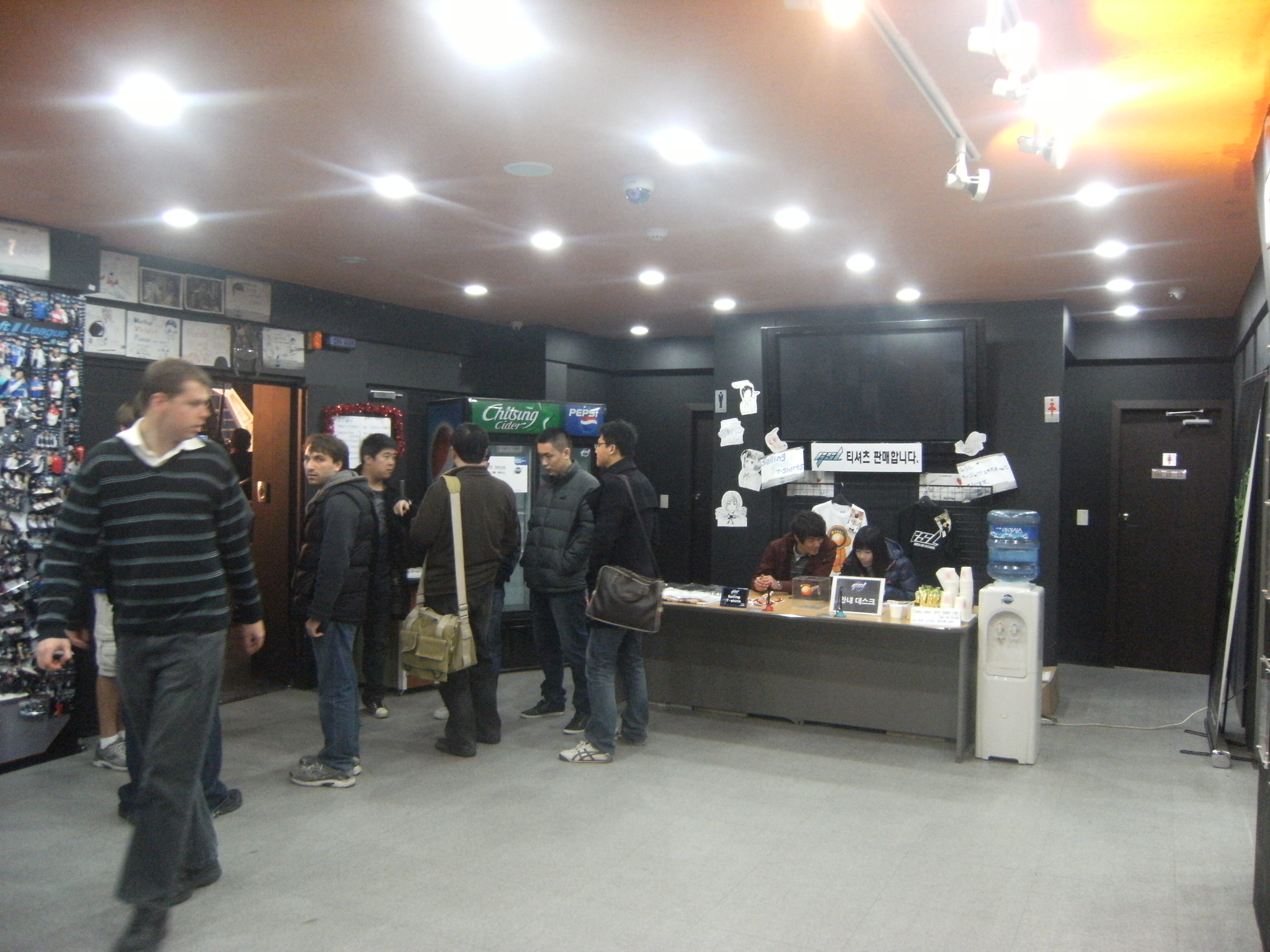
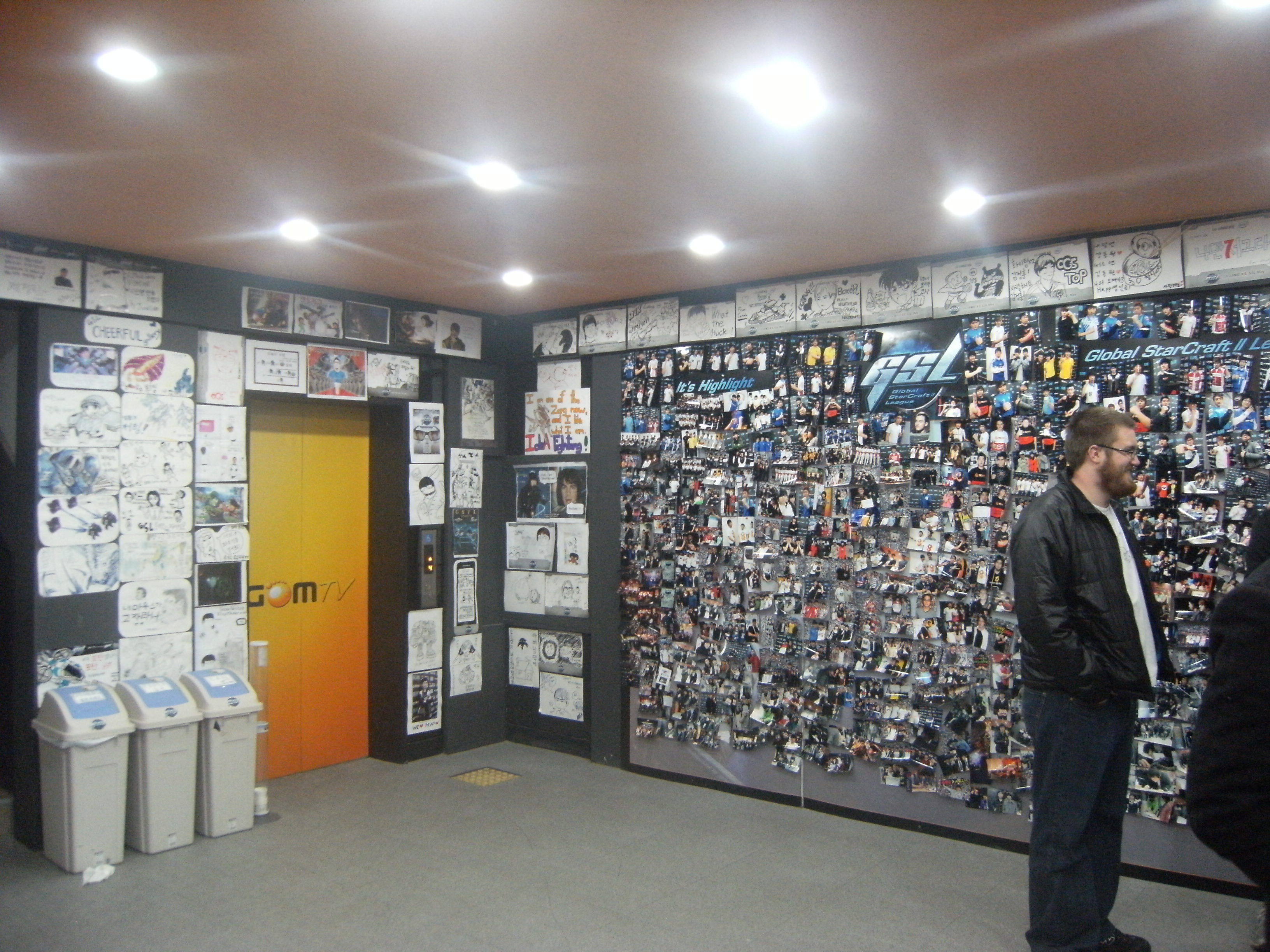
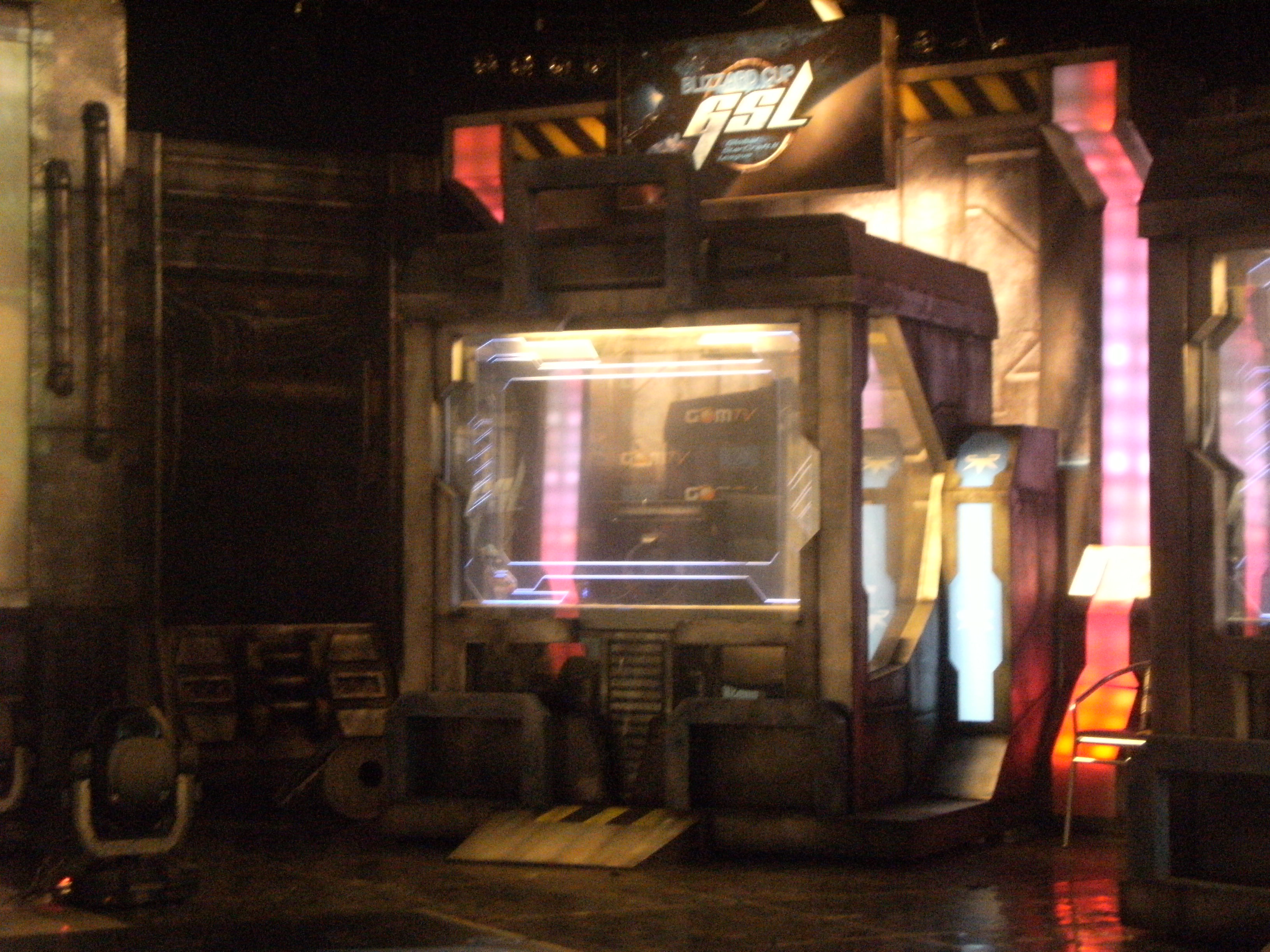

## 설치 학과
- 영상미디어과
- 영상콘텐츠과
- 영상프로듀스과

## 참고 자료
- 서울영상고등학교 - 한국교육학술정보원 학교알리미